# Slaget vid Rheinfelden
Slaget vid Rheinfelden var egentligen två strider som i loppet av fyra dagar skedde i södra Breisgau nära den fria riksstaden Rheinfelden. 
Slaget ingick i det trettioåriga kriget och utkämpades mellan franska-protestantiska trupper under ledning av Bernhard av Sachsen-Weimar som stod i allians med svenska enheter på ena sidan och kejserlig-bayriska trupper under Johann von Werth och Federigo Savelli på andra sidan. Lyckan växlade flera gånger under slagets lopp och till slut förklarade sig den protestantiska sidan 3 mars 1638 som segare.